# Panthers Wrocław
I Panthers Wrocław sono una squadra di football americano di Breslavia, in Polonia.

## Storia
La squadra nasce dalla fusione tra i Giants Wrocław (nati col nome di Wrocław Angels, poi divenuti The Crew Wrocław, hanno assunto il nome Giants nel 2011) e i Devils Wrocław. Ha vinto 1 titolo europeo, 3 titoli polacchi, 1 titolo LFA e 2 titoli di terzo livello.
Dal 2021 partecipa alla European League of Football, torneo professionistico di respiro continentale.

## Dettaglio stagioni

### Tornei nazionali

#### Topliga/LFA1
| Stagione | regular season | regular season | regular season | regular season | regular season | regular season | playoff | playoff | playoff | playoff | playoff | playoff    | playoff              |
|          | Vin            | Par            | Per            | Tot            | PF             | PS             | Vin     | Per     | Tot     | PF      | PS      | risultato  | avversaria           |
| -------- | -------------- | -------------- | -------------- | -------------- | -------------- | -------------- | ------- | ------- | ------- | ------- | ------- | ---------- | -------------------- |
| 2014     | 8              | 0              | 2              | 10             | 400            | 79             | 1       | 1       | 2       | 64      | 41      | Superfinał | Seahawks Gdynia      |
| 2015     | 10             | 0              | 0              | 10             | 472            | 82             | 1       | 1       | 2       | 68      | 37      | Superfinał | Seahawks Gdynia      |
| 2016     | 7              | 0              | 1              | 8              | 349            | 68             | 2       | 0       | 2       | 84      | 30      | Campioni   | Seahawks Gdynia      |
| 2017     | 6              | 0              | 0              | 6              | 278            | 45             | 3       | 0       | 3       | 146     | 28      | Campioni   | Seahawks Gdynia      |
| 2020     | 5              | 0              | 0              | 5              | 297            | 33             | 2       | 0       | 2       | 104     | 12      | Campioni   | Lowlanders Białystok |
| Totale   | 36             | 0              | 3              | 39             | 1796           | 307            | 9       | 2       | 11      | 466     | 148     |            |                      |

Fonti: Enciclopedia del Football - A cura di Roberto Mezzetti

#### LFA1
Questi tornei - pur essendo del massimo livello della loro federazione - non sono considerati ufficiali in quanto organizzati da una federazione "rivale" rispetto a quella ufficialmente riconosciuta dagli organismi nazionali e internazionali.
| Stagione | regular season | regular season | regular season | regular season | regular season | regular season | playoff | playoff | playoff | playoff | playoff | playoff         | playoff              |
|          | Vin            | Par            | Per            | Tot            | PF             | PS             | Vin     | Per     | Tot     | PF      | PS      | risultato       | avversaria           |
| -------- | -------------- | -------------- | -------------- | -------------- | -------------- | -------------- | ------- | ------- | ------- | ------- | ------- | --------------- | -------------------- |
| 2018     | 8              | 0              | 0              | 8              | 370            | 78             | 1       | 1       | 2       | 41      | 21      | LFA Polish Bowl | Lowlanders Białystok |
| 2019     | 8              | 0              | 0              | 8              | 345            | 97             | 2       | 0       | 2       | 80      | 20      | Campioni        | Lowlanders Białystok |
| Totale   | 16             | 0              | 0              | 16             | 715            | 175            | 3       | 1       | 4       | 121     | 41      |                 |                      |

Fonti: Enciclopedia del Football - A cura di Roberto Mezzetti

#### PLFA II (terzo livello)
| Stagione | regular season | regular season | regular season | regular season | regular season | regular season | playoff | playoff | playoff | playoff | playoff | playoff          | playoff            |
|          | Vin            | Par            | Per            | Tot            | PF             | PS             | Vin     | Per     | Tot     | PF      | PS      | risultato        | avversaria         |
| -------- | -------------- | -------------- | -------------- | -------------- | -------------- | -------------- | ------- | ------- | ------- | ------- | ------- | ---------------- | ------------------ |
| 2014     | 6              | 0              | 0              | 6              | 198            | 82             | 0       | 1       | 1       | 12      | 27      | Quarti di finale | Saints Częstochowa |
| 2015     | 2              | 0              | 4              | 6              | 167            | 128            | -       | -       | -       | -       | -       | -                | -                  |
| 2016     | 5              | 0              | 1              | 6              | 208            | 52             | 3       | 0       | 3       | 96      | 19      | Campioni         | Olsztyn Lakers     |
| 2017     | 8              | 0              | 0              | 8              | 325            | 123            | 3       | 0       | 3       | 174     | 56      | Campioni         | Patrioci Poznań    |
| Totale   | 21             | 0              | 5              | 26             | 898            | 385            | 6       | 1       | 7       | 280     | 102     |                  |                    |

Fonti: Enciclopedia del Football - A cura di Roberto Mezzetti

#### Č3LAF
| Stagione | regular season | regular season | regular season | regular season | regular season | regular season | playoff | playoff | playoff | playoff | playoff | playoff   | playoff    |
|          | Vin            | Par            | Per            | Tot            | PF             | PS             | Vin     | Per     | Tot     | PF      | PS      | risultato | avversaria |
| -------- | -------------- | -------------- | -------------- | -------------- | -------------- | -------------- | ------- | ------- | ------- | ------- | ------- | --------- | ---------- |
| 2018     | 3              | 0              | 1              | 4              | 106            | 26             | -       | -       | -       | -       | -       | -         | -          |
| Totale   | 3              | 0              | 1              | 4              | 106            | 26             | -       | -       | -       | -       | -       |           |            |

Fonti: Enciclopedia del Football - A cura di Roberto Mezzetti

### Tornei internazionali

#### ELF
| Stagione | regular season | regular season | regular season | regular season | regular season | regular season | playoff | playoff | playoff | playoff | playoff | playoff    | playoff            |
|          | Vin            | Par            | Per            | Tot            | PF             | PS             | Vin     | Per     | Tot     | PF      | PS      | risultato  | avversaria         |
| -------- | -------------- | -------------- | -------------- | -------------- | -------------- | -------------- | ------- | ------- | ------- | ------- | ------- | ---------- | ------------------ |
| 2021     | 6              | 0              | 4              | 10             | 304            | 259            | 0       | 1       | 1       | 27      | 30      | Semifinale | Hamburg Sea Devils |
| Totale   | 6              | 0              | 4              | 10             | 304            | 259            | 0       | 1       | 1       | 27      | 30      |            |                    |

Fonti: Enciclopedia del Football - A cura di Roberto Mezzetti

#### IFAF Europe Champions League
| Stagione | regular season | regular season | regular season | regular season | regular season | regular season | playoff | playoff | playoff | playoff | playoff | playoff   | playoff       |
|          | Vin            | Par            | Per            | Tot            | PF             | PS             | Vin     | Per     | Tot     | PF      | PS      | risultato | avversaria    |
| -------- | -------------- | -------------- | -------------- | -------------- | -------------- | -------------- | ------- | ------- | ------- | ------- | ------- | --------- | ------------- |
| 2016     | 2              | 0              | 0              | 2              | 79             | 17             | 2       | 0       | 0       | 89      | 71      | Campioni  | Seamen Milano |
| Totale   | 2              | 0              | 0              | 2              | 79             | 17             | 2       | 0       | 0       | 89      | 71      |           |               |

Fonti: Enciclopedia del Football - A cura di Roberto Mezzetti

#### Central European Football League
| Stagione | regular season | regular season | regular season | regular season | regular season | regular season | playoff | playoff | playoff | playoff | playoff | playoff   | playoff    |
|          | Vin            | Par            | Per            | Tot            | PF             | PS             | Vin     | Per     | Tot     | PF      | PS      | risultato | avversaria |
| -------- | -------------- | -------------- | -------------- | -------------- | -------------- | -------------- | ------- | ------- | ------- | ------- | ------- | --------- | ---------- |
| 2017     | 1              | 0              | 1              | 2              | 54             | 47             | -       | -       | -       | -       | -       | -         | -          |
| 2018     | 1              | 0              | 1              | 2              | 60             | 85             | -       | -       | -       | -       | -       | -         | -          |
| 2019     | 2              | 0              | 1              | 3              | 128            | 47             | -       | -       | -       | -       | -       | -         | -          |
| Totale   | 4              | 0              | 3              | 7              | 242            | 179            | -       | -       | -       | -       | -       |           |            |

Fonti: Enciclopedia del Football - A cura di Roberto Mezzetti

### Riepilogo fasi finali disputate
| Anno              | Luogo     | Evento                       | Fase del torneo | Incontro                                | Risultato |
| 11 luglio 2015    | Breslavia | Topliga                      | Superfinał      | Panthers Wrocław - Seahawks Gdynia      | 21 - 28   |
| 16 luglio 2016    | Białystok | Topliga                      | Superfinał      | Panthers Wrocław - Seahawks Gdynia      | 56 - 13   |
| 24 luglio 2016    | Breslavia | IFAF Europe Champions League | Finale          | Panthers Wrocław - Seamen Milano        | 40 - 37   |
| 29 ottobre 2016   | Olsztyn   | PLFA II                      | Finale          | Olsztyn Lakers - Panthers Wrocław B     | 13 - 26   |
| 25 giugno 2017    | Łódź      | Topliga                      | Superfinał      | Panthers Wrocław - Seahawks Gdynia      | 55 - 21   |
| 15 ottobre 2017   | Breslavia | PLFA II                      | Finale          | Panthers Wrocław B - Patrioci Poznań    | 71 - 50   |
| 21 luglio 2018    | Breslavia | LFA1                         | Polish Bowl     | Panthers Wrocław - Lowlanders Białystok | 13 - 14   |
| 29 giugno 2019    | Breslavia | LFA1                         | Polish Bowl     | Lowlanders Białystok - Panthers Wrocław | 14 - 28   |
| 14 novembre 2020  | Breslavia | LFA1                         | Polish Bowl     | Panthers Wrocław - Lowlanders Białystok | 48 - 12   |
| 12 settembre 2021 | Amburgo   | ELF                          | Semifinale      | Hamburg Sea Devils - Panthers Wrocław   | 30 - 27   |

## Palmarès
- 1 IFAF Europe Champions League (2016)
- 3 Super Finał/Polish Bowl (2016, 2017, 2020)
- 1 LFA Polish Bowl (2019)
- 2 PLFA II (2016, 2017)
- 3 PLFA J-11 (2015, 2016, 2017)
- 2 PLFA J-8 (2014, 2015)